# Sânmartin (okręg Harghita)
Sânmartin (węg. Csíkszentmárton) – wieś w Rumunii, w okręgu Harghita, w gminie Sânmartin. W 2011 roku liczyła 1171 mieszkańców.